# Gymnocalycium bruchii
A Gymnocalycium bruchii a valódi kaktuszok (Cactaceae) Trichocereeae nemzetségcsoportjának Gymnocalycium nemzetségébe, a Lafaldensia fajsorba tartozó kaktusz faj. Szinonim neve: Gymnocalycium lafaldense.

## Elterjedése
Észak-Argentína Córdoba tartományában, a La Falda hegységben honos.

## Megjelenése, felépítése
Alig néhány centiméter magasra és szélesre nő. Sötétzöld teste felül köldökszerűen besüllyed; ezt a süllyedéket és tövisek fedik. Körülbelül tizenkét bordája a mély keresztbarázdáktól dudorosnak látszik. Az ellipszis alakú, 2–3 mm-es areolák sűrűn ülnek; fehér gyapjúfilcük idővel kihullik.
Vékony, fehér, serteszerű töviseinek az alapja barna. Areolánként egy egyenes, barnás középtövise és 12–14, a növényre simuló, legfeljebb 6 mm-es peremtövise nő. A középtövis gyakran hiányzik.
Körülbelül 3 cm hosszú, 3,5 cm széles virága a csúcshoz közeli areolából hajt ki. A mindössze 5 mm-es pericarpellumot, négy széles pikkely fedi. Külső lepellevelei tompa zöldesbarnák világos peremmel, a 3–4 mm széles, hegyes belsők halvány lilarózsák sötétebb középcsíkkal. Porzószáluk fehér, a portok világossárga. A világossárga bibeszál nem nyúlik túl a felső állású porzókon. A bibe 8 ágú.
Golyó alakú, 5–7 mm átmérőjű, kevés magot tartalmazó termését világos peremű pikkelyek fedik. A golyó alakú, 1,5–2 mm-es  magok köldöke ovális, az egyik oldalon lekerekített, a másik oldalon csúcsos. A magköpeny igen vékony, foltszerűen áttetsző.

## Életmódja
Bőségesen sarjad.
Igen tűrőképes; télen, ha a talaj nem nedves, a fagyot is elviseli. A köves, kevés szerves anyagot tartalmazó talajban érzi jól magát.

## Alakváltozatok

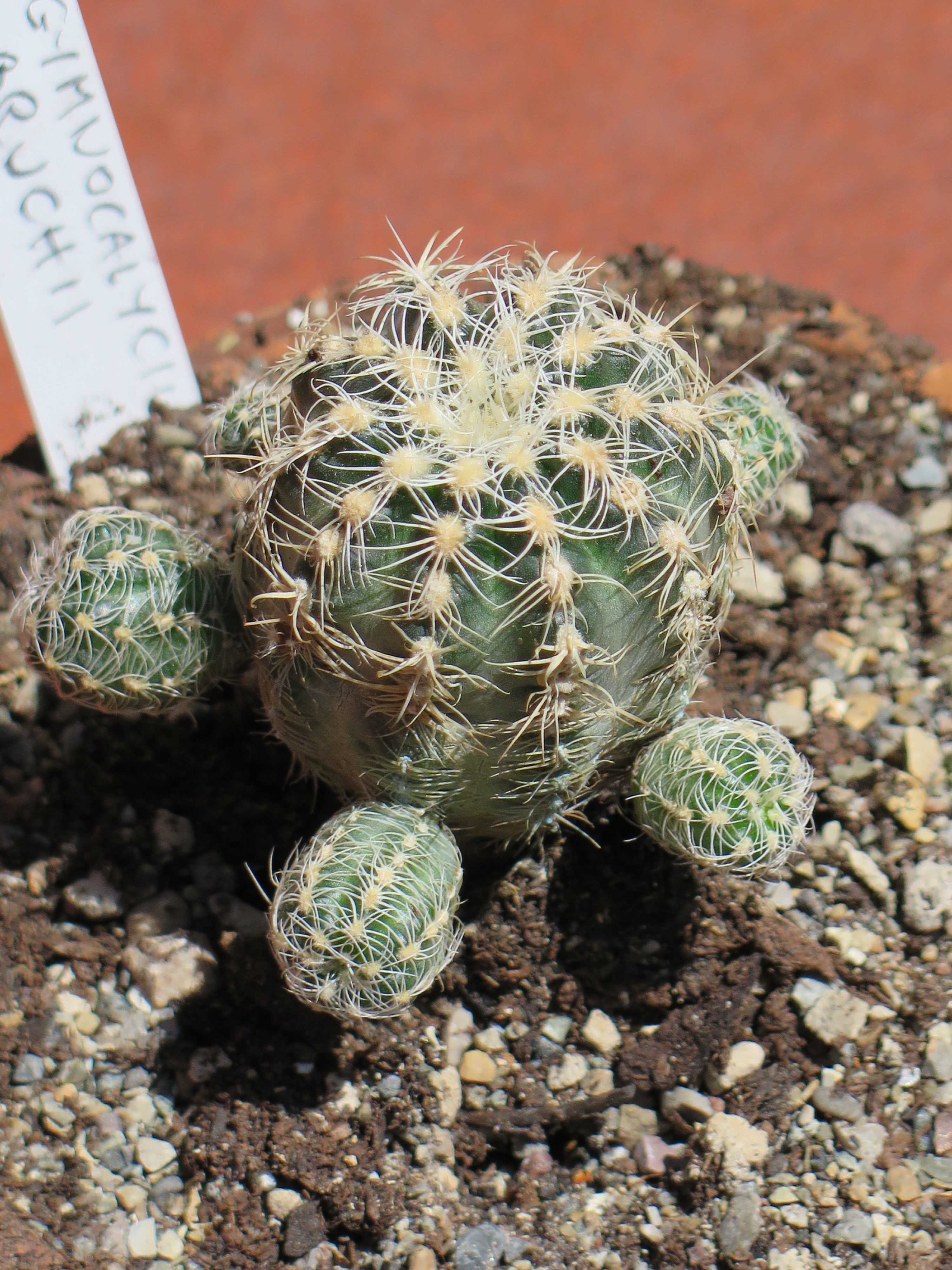
Gymnocalycium bruchii

- Gymnocalycium bruchii fa. deviatum – átmérője elérheti a 4 cm-t. Areolája gyapjúfilces. Tövisei merevebbek és jobban elállnak a növény testétől. Középtövise gyakran nő. 35–40 mm-es virágán rózsaszínes–barnás a középcsík.
- Gymnocalycium bruchii fa. enorme – Átmérője akár 55 mm is lehet. Areolája filces. 8–10 erős, elálló tövise üvegesen fehér. Világos rózsaszín, belül kissé sötétebb virágának átmérője elérheti az 5,5 cm-t.
- Gymnocalycium bruchii fa. evolvens – Átmérője elérheti a 40 mm-t. Tövisei a típusfajénál erősebbek; elefántcsontszínűek, barnás alappal. Rózsaszín virágának átmérője 35–40 mm.
- Gymnocalycium bruchii fa. fraternum – Átmérője legfeljebb 3,5 cm. Areolánként egy sárgásfehér középtövise nő. Világos rózsaszín, 4 cm átmérőjű virágának lepellevelein lilás rózsaszín középcsík fut végig.
- Gymnocalycium bruchii fa. hossei – Fiatal tövisei enyhén rózsaszínűek, az idősebbek fehérek, barnás alappal. 45–50 mm átmérőjű virága a típusfajénál világosabb.
- Gymnocalycium bruchii fa. intermedium (a deviatum és enorme formák kereszteződése) – Átmérője elérheti az 50 mm-t. Középtövise nincs. 40 mm átmérőjű, halvány rózsaszín virágának lepellevelein nincs középcsík.
- Gymnocalycium bruchii fa. spinosissimum – Magassága elérheti a 15, átmérője a 7 cm-t. Areolánként legfeljebb 15 tövise nő. Ezek hossza elérheti a 2 cm-t; közülük 3–5 középállású, a többi oldalirányban szétáll. Virágának hossza akár 45 mm is lehet. A halvány rózsaszínű lepellevelek alapja sötétebb; középcsíkjuk nincs.